# Begonia gitingensis
Begonia gitingensis là một loài thực vật có hoa trong họ Thu hải đường. Loài này được Elmer mô tả khoa học đầu tiên năm 1910.